# Włodzimierz Małek
Włodzimierz Małek (ur. 17 września 1935 w Łodzi, zm.  9 marca 2017 w Łodzi) – polski artysta fotograf. Członek Związku Polskich Artystów Fotografików. Prezes Okręgu Łódzkiego ZPAF. Członek rzeczywisty i członek honorowy Łódzkiego Towarzystwa Fotograficznego.

## Życiorys
Włodzimierz Małek związany z łódzkim środowiskiem fotograficznym – urodził się, mieszkał, pracował i fotografował w Łodzi. Od 1968 roku był członkiem Łódzkiego Towarzystwa Fotograficznego. Szczególne miejsce w jego twórczości zajmowała fotografia architektury oraz fotografia dokumentalna – w zdecydowanej większości obrazująca Łódź i jej okolice. Uprawiał fotografię barwną, fotografię monochromatyczną, dużą część swoich prac tworzył w dawnej, szlachetnej technice fotograficznej – izohelii. 
Włodzimierz Małek jest autorem i współautorem wielu wystaw fotograficznych; indywidualnych, zbiorowych w Polsce i za granicą. Jego fotografie brały udział w wielu wystawach pokonkursowych; krajowych i międzynarodowych, na których otrzymywały wiele akceptacji, medali, nagród, wyróżnień, dyplomów, listów gratulacyjnych. W 1981 roku został przyjęty w poczet członków rzeczywistych Związku Polskich Artystów Fotografików, w którym przez trzy kadencje pełnił funkcję prezesa Zarządu Okręgu Łódzkiego ZPAF. W 2007 roku został laureatem nagrody Złoty Ekslibris (kategoria najlepsze wydawnictwo albumowe o Łodzi). W 2010 roku został członkiem honorowym Łódzkiego Towarzystwa Fotograficznego.  
Włodzimierz Małek zmarł w wieku 81 lat – 9 marca 2017 roku w Łodzi, pochowany został 14 marca na cmentarzu ewangelicko-augsburskim przy ul. Ogrodowej w Łodzi. Jego fotografie znajdują się w zbiorach Biblioteki Narodowej w Warszawie, Biblioteki Uniwersyteckiej w Łodzi, Muzeum Narodowego we Wrocławiu, Muzeum Okręgowego w Toruniu oraz Muzeum Sztuki w Łodzi. 

## Wystawy indywidualne
- Balet (Łódź 1978)
- Zraniona pamięć (Łódź 1987)
- Detal architektoniczny ul. Piotrkowskiej (Łódź 1990)
- Balet w obiektywie Włodzimierza Małka (Łódź 2013)[9]
- Zabytkowy Cmentarz Żydowski – sąsiedztwo alei Chryzantem (Łódź 2015)[8]

Źródło

## Publikacje (albumy)
- Łódź – Barwy Miasta (Łódź 2001)
- Ginące piękno – o cmentarzu ewangelickim w Łodzi (Łódź 2003)
- Zraniona Pamięć – o cmentarzu żydowskim w Łodzi (Łódź 2004)
- Łódź Miasto w sercu Europy (Łódź 2005)
- Balet w fotografii tradycyjnej (Łódź 2005)
- Piękno ziemi łódzkiej
- Bieszczady

Źródło